# Alexander Ormiston Curle
Alexander Ormiston Curle CVO (geboren am 3. Mai 1866 in Melrose; gestorben am 7. Januar 1955 in Edinburgh) war ein schottischer Archäologe und Museumsdirektor.

## Leben
Curle war der Sohn von Alexander Curle (26. Februar 1819 – 5. Januar 1897), Gutsherr von Morriston und Priorwood, einem Anwalt aus Melrose, und dessen Frau Christian (geborene Anderson; 1834 – 27. April 1902). Er war der jüngere Bruder von James Curle (1862–1944) und hatte noch einen weiteren Bruder und vier Schwestern. Er besuchte zunächst das Fettes College und studierte im Anschluss Jura an der Trinity Hall in Cambridge. Er wurde von  John Philp Wood und William Babbington unterrichtet und schloss das Studium 1892 als „Writer to the Signet“ ab. Von 1908 bis 1913 war er erster Sekretär der „Royal Commission on the Ancient and Historical Monuments of Scotland“, die der Minister John Sinclair (1860–1925) gegründet hatte. Bei seinem Arbeitsantritt inspizierte er zahlreiche archäologische Stätten und dokumentierte deren Zustand. Am 5. Mai 1913 befand er sich bei Feldforschungen in Dumfriesshire, als ihn der Brief des Außenministers erreichte, in dem ihm der Posten des Leiters des National Museum of Antiquities angeboten wurde. Diesen Posten hatte zu diesem Zeitpunkt Joseph Anderson inne, der das Museum seit 44 Jahren leitete und bereits im fortgeschrittenen Alter von 81 Jahren war. Das Museum befand sich seit 1891 im Gebäude der Scottish National Portrait Gallery in der Queen Street. Curle nahm das Angebot an und sorgte von 1913 bis 1919 als dessen Direktor für die Neuorganisation und für einige Verbesserungen. Von 1916 bis 1931 war er Direktor des Royal Scottish Museums in Edinburgh. Bereits über seinen Vater hatte er John Anderson kennengelernt, der Mitherausgeber von The Scots Peerage war. Curle verfasste ebenfalls Beiträge zu diesem Werk und veröffentlichte mehrere genealogische Schriften zu schottischen Adelsfamilien.
Im Jahr 1930 wurde er zum Commander des Royal Victorian Order (CVO) ernannt und erhielt 1935 die Ehrendoktorwürde der Universität Glasgow.

## Archäologische Tätigkeit

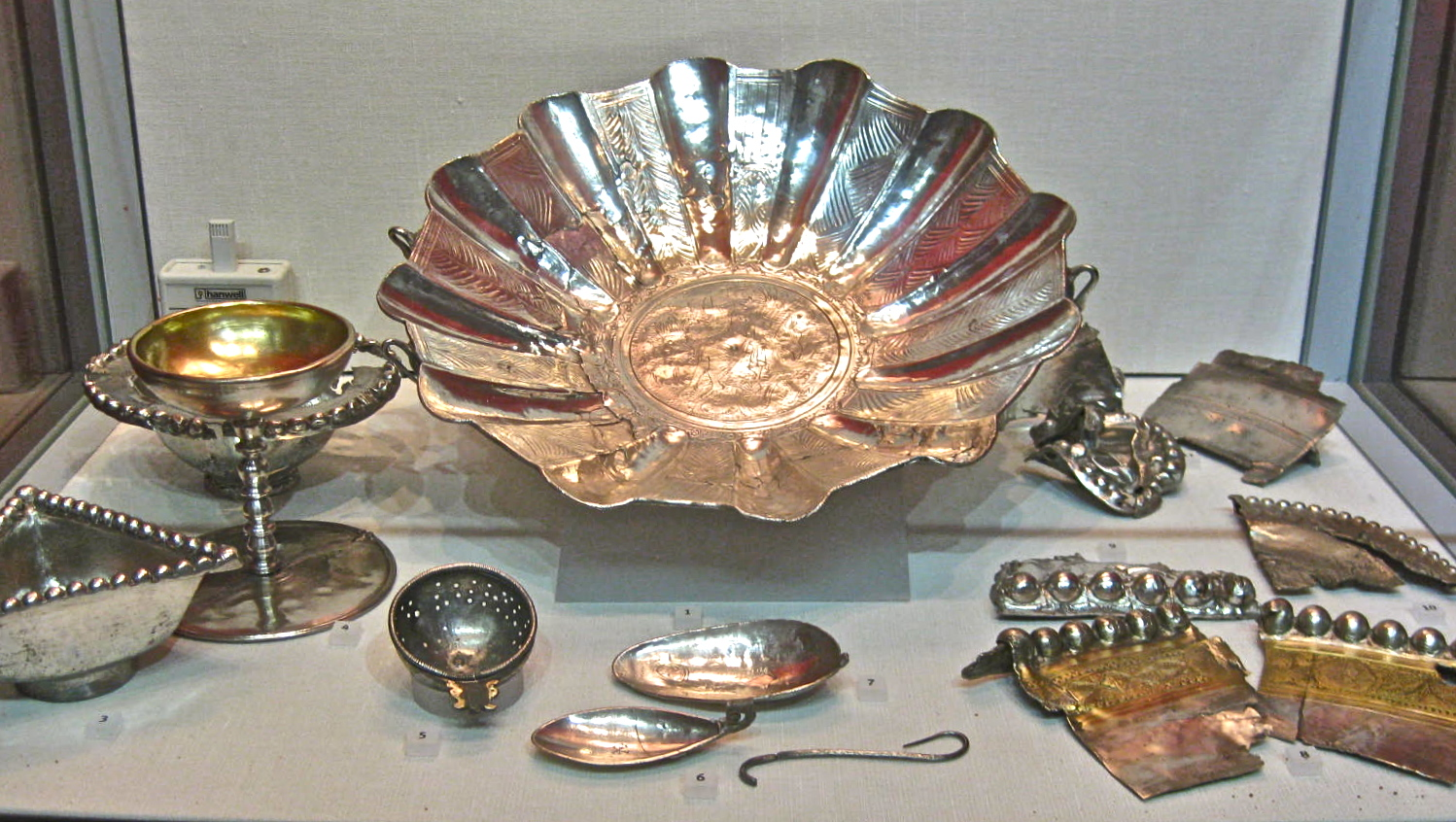
Teile des Silberfundes aus Traprain Law

Curle beschäftigte sich als Archäologe unter anderem mit der Untersuchung von Gräbern aus der Wikingerzeit und trug durch seine Studien zur Erforschung der nordischen Geschichte in Schottland bei. Er war an mehreren wichtigen archäologischen Ausgrabungen beteiligt und hob 1919 den Silberschatz von Traprain Law, East Lothian, der im Folgejahr im Museum  König Georg V. und Königin Maria vorgestellt wurde. Er beteiligte sich ab 1904 an den Untersuchungen am Trimontium in Newstead, arbeitete 1916 an Dun Telve, 1920 an Dun Troddan, von 1923 bis 1928 an dem Römischen Kastell Mumrills am Antoninuswall. Von 1931 bis 1935 legte er den Jarlshof auf den Shetlandinseln frei. Dieser Fund galt als der erste, der in Schottland bekannt und eindeutig skandinavischen Ursprungs war.

## Familie
Am 30. Juni 1898 heiratete er Katharine Wray (geborene Tancred), eine Tochter von George Cleghorn Tancred (16. Oktober 1831 – 10. Juni 1862) und dessen Frau Mary Anne (geborene Hay, †  1906). Das Paar hatte zwei Kinder:
- Alexander (Sandy) Tancred Curle (* 18. Februar 1900–1986)
- Mary Christian Curle (24. Juni 1904 – 4. März 1970)

Er vermählte er sich im Jahr 1909 mit Jocelyn Winifred Butler, eine Tochter von Henry Butler, die 1925 starb.
Curle liegt neben seinem Bruder auf dem Gelände der Melrose Abbey begraben.

## Schriften (Auswahl)
- Notice of four contracts of bonds of fosterage; with notes on the former prevalence of the custom of fosterage in the Scottish Highlands. In: Proceedings of the Society of Antiquaries of Scotland. Band 30. Edinburgh 1895 (archaeologydataservice.ac.uk [PDF; 729 kB]).
- Sir George Macdonald, 1862–1940. Milford, London 1900, OCLC 977633769.
- Account of excavations on Traprain law in the parish of Prestonkirk, County of Haddington, in 1915. Edinburgh 1916, OCLC 315884043.
- The treasure of Traprain a Scottish hoard of Roman silver plate. Maclehose, Jackson, Glasgow 1923.
- Account of Further Excavations in 1932 of the Prehistoric Township at Jarlshof, Shetland, on behalf of H.M. Office of Works. In: Proceedings of the Society of Antiquaries of Scotland. Band 67, 1933, S. 82–136 (archaeologydataservice.ac.uk [PDF; 4 MB] oder Textarchiv – Internet Archive).
- An Account of the Excavation, on behalf of H.M. Office of Works, of another Prehistoric Dwelling (No. V.) at Jarlshof, Sumburgh, Shetland, in the Summer of 1934. In: Proceedings of the Society of Antiquaries of Scotland. Band 69, 1935, S. 85–107 (archaeologydataservice.ac.uk [PDF; 2 MB]).
- The Excavations at Jarlshof, Sumburgh, Shetland. In: The Antiquaries Journal. Band 15, Nr. 1, 1935, ISSN 1758-5309, S. 26–29, doi:10.1017/S0003581500049544.